# Gran Premi de Mònaco del 2011
El Gran Premi de Mònaco de Fórmula 1 de la temporada 2011 es va disputar al Circuit de Montecarlo, del 26 al 29 de maig del 2011.

## Classificació
| Pos                 | No | Pilot              | Constructor          | Part 1      | Part 2   | Part 3      | Sortida |
| ------------------- | -- | ------------------ | -------------------- | ----------- | -------- | ----------- | ------- |
| 1                   | 1  | Sebastian Vettel   | Red Bull-Renault     | 1:15.606    | 1:14.277 | 1:13.556    | 1       |
| 2                   | 4  | Jenson Button      | McLaren-Mercedes     | 1:15.397    | 1:14.545 | 1:13.997    | 2       |
| 3                   | 2  | Mark Webber        | Red Bull-Renault     | 1:16.087    | 1:14.742 | 1:14.019    | 3       |
| 4                   | 5  | Fernando Alonso    | Ferrari              | 1:16.051    | 1:14.569 | 1:14.483    | 4       |
| 5                   | 7  | Michael Schumacher | Mercedes             | 1:16.092    | 1:14.981 | 1:14.682    | 5       |
| 6                   | 6  | Felipe Massa       | Ferrari              | 1:16.309    | 1:14.648 | 1:14.877    | 6       |
| 7                   | 3  | Lewis Hamilton     | McLaren-Mercedes     | 1:15.207    | 1:14.275 | 1:15.280    | 102     |
| 8                   | 8  | Nico Rosberg       | Mercedes             | 1:15.858    | 1:14.741 | 1:15.766    | 7       |
| 9                   | 12 | Pastor Maldonado   | Williams-Cosworth    | 1:15.819    | 1:15.545 | 1:16.528    | 8       |
| 10                  | 17 | Sergio Pérez       | Sauber-Ferrari       | 1:15.918    | 1:15.482 | Sense temps | 9       |
| 11                  | 10 | Vitali Petrov      | Renault              | 1:16.378    | 1:15.815 |             | 11      |
| 12                  | 11 | Rubens Barrichello | Williams-Cosworth    | 1:16.616    | 1:15.826 |             | 12      |
| 13                  | 16 | Kamui Kobayashi    | Sauber-Ferrari       | 1:16.513    | 1:15.973 |             | 13      |
| 14                  | 15 | Paul di Resta      | Force India-Mercedes | 1:16.813    | 1:16.188 |             | 14      |
| 15                  | 14 | Adrian Sutil       | Force India-Mercedes | 1:16.600    | 1:16.121 |             | 15      |
| 16                  | 9  | Nick Heidfeld      | Renault              | 1:16.681    | 1:16.214 |             | 16      |
| 17                  | 18 | Sébastien Buemi    | Toro Rosso-Ferrari   | 1:16.358    | 1:16.300 |             | 17      |
| 18                  | 20 | Heikki Kovalainen  | Lotus-Renault        | 1:17.343    |          |             | 18      |
| 19                  | 21 | Jarno Trulli       | Lotus-Renault        | 1:17.381    |          |             | 19      |
| 20                  | 19 | Jaime Alguersuari  | Toro Rosso-Ferrari   | 1:17.820    |          |             | 20      |
| 21                  | 24 | Timo Glock         | Virgin-Cosworth      | 1:17.914    |          |             | 21      |
| 22                  | 25 | Jérôme d'Ambrosio  | Virgin-Cosworth      | 1:18.736    |          |             | 22      |
| 107% time: 1:20.471 |    |                    |                      |             |          |             |         |
| 23                  | 22 | Narain Karthikeyan | HRT-Cosworth         | Sense temps |          |             | 231     |
| 24                  | 23 | Vitantonio Liuzzi  | HRT-Cosworth         | Sense temps |          |             | 241     |

1. ^  No van aconseguir baixar dels temps marcats per la regla del 107% però els comissaris van decidir permetre la seva participació en la cursa.
2. ^  Lewis Hamilton només va fer una volta a la Q3 amb un temps d'1:15.280 però no li va ser considerat com a vàlid per tallar per la xicane, baixant de la setena a la desena posició a la graella.

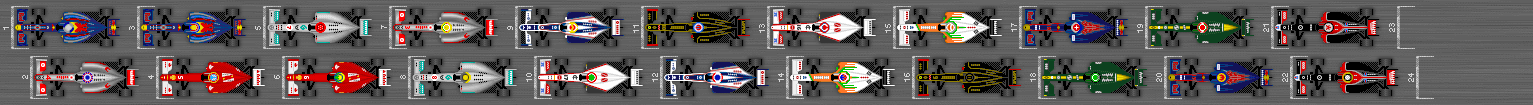
Graella després de la qualificació del GP.

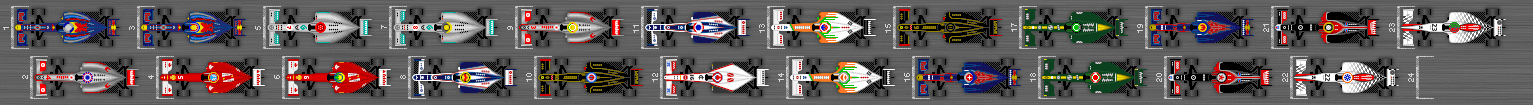
Graella de sortida del GP.

## Cursa
| Pos | No | Pilot              | Constructor          | Voltes | Temps / Retirada | Pos.Sortida | Punts |
| --- | -- | ------------------ | -------------------- | ------ | ---------------- | ----------- | ----- |
| 1   | 1  | Sebastian Vettel   | Red Bull-Renault     | 78     | 2h 09' 38. 373   | 1           | 25    |
| 2   | 5  | Fernando Alonso    | Ferrari              | 78     | + 1.138 s        | 4           | 18    |
| 3   | 4  | Jenson Button      | McLaren-Mercedes     | 78     | + 2.378 s        | 2           | 15    |
| 4   | 2  | Mark Webber        | Red Bull-Renault     | 78     | + 23.101 s       | 3           | 12    |
| 5   | 16 | Kamui Kobayashi    | Sauber-Ferrari       | 78     | + 26.916 s       | 12          | 10    |
| 6   | 3  | Lewis Hamilton     | McLaren-Mercedes     | 78     | + 47.210 s 1     | 9           | 8     |
| 7   | 14 | Adrian Sutil       | Force India-Mercedes | 77     | + 1 Volta        | 14          | 6     |
| 8   | 9  | Nick Heidfeld      | Renault              | 77     | + 1 Volta        | 15          | 4     |
| 9   | 11 | Rubens Barrichello | Williams-Cosworth    | 77     | + 1 Volta        | 11          | 2     |
| 10  | 18 | Sébastien Buemi    | Toro Rosso-Ferrari   | 77     | + 1 Volta        | 16          | 1     |
| 11  | 8  | Nico Rosberg       | Mercedes             | 76     | + 2 Voltes       | 7           |       |
| 12  | 15 | Paul di Resta      | Force India-Mercedes | 76     | + 2 Voltes       | 13          |       |
| 13  | 21 | Jarno Trulli       | Lotus-Renault        | 76     | + 2 Voltes       | 18          |       |
| 14  | 20 | Heikki Kovalainen  | Lotus-Renault        | 76     | + 2 Voltes       | 17          |       |
| 15  | 25 | Jérôme d'Ambrosio  | Virgin-Cosworth      | 75     | + 3 Voltes       | 21          |       |
| 16  | 23 | Vitantonio Liuzzi  | HRT-Cosworth         | 75     | + 3 Voltes       | 23          |       |
| 17  | 22 | Narain Karthikeyan | HRT-Cosworth         | 74     | + 4 Voltes       | 22          |       |
| 18  | 12 | Pastor Maldonado   | Williams-Cosworth    | 73     | Col·lisió 2      | 8           |       |
| Ret | 10 | Vitali Petrov      | Renault              | 67     | Col·lisió        | 10          |       |
| Ret | 19 | Jaime Alguersuari  | Toro Rosso-Ferrari   | 66     | Col·lisió        | 19          |       |
| Ret | 6  | Felipe Massa       | Ferrari              | 32     | Accident         | 6           |       |
| Ret | 7  | Michael Schumacher | Mercedes             | 32     | Incendi          | 5           |       |
| Ret | 24 | Timo Glock         | Virgin-Cosworth      | 30     | Suspensions      | 20          |       |
| NVS | 17 | Sergio Pérez       | Sauber-Ferrari       | 0      | Ferit            | –           |       |

Notes:
1. ^  – Lewis Hamilton va ser penalitzat després de la cursa per l'incident que va provocar la col·lisió de Pastor Maldonaldo.[1]
2. ^  – Pastor Maldonado es va classificar per haver disputat més del 90% de la cursa.

## Altres
- Pole: Sebastian Vettel 1' 13. 556

- Volta ràpida: Mark Webber 1' 16. 234 (a la volta 78)

## Classificació del mundial després de la cursa
| Pos | Pilot            | Punts |
| --- | ---------------- | ----- |
| 1   | Sebastian Vettel | 143   |
| 2   | Lewis Hamilton   | 85    |
| 3   | Mark Webber      | 79    |
| 4   | Jenson Button    | 76    |
| 5   | Fernando Alonso  | 69    |

| Pos | Constructor      | Punts |
| --- | ---------------- | ----- |
| 1   | Red Bull-Renault | 222   |
| 2   | McLaren-Mercedes | 161   |
| 3   | Ferrari          | 93    |
| 4   | Renault          | 50    |
| 5   | Mercedes         | 40    |

- Nota: Només s'inclouen els 5 primers de cada classificació. Per veure-la completa aneu a Temporada 2011 de Fórmula 1